# Alexander Schleicher ASH 25

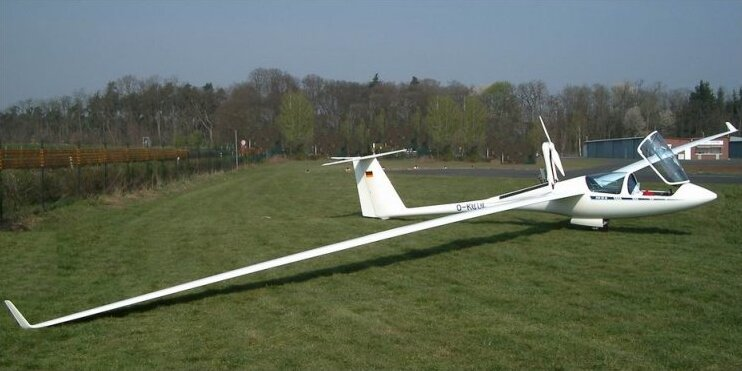
ASH-25Mi au sol

## Histoire
Le ASH 25 est un planeur biplace de haute performances de classe de compétition Open, construit par Alexander Schleicher, originellement avec une envergure de 25 mètres.
Le concepteur Martin Heide (le « H » dans la désignation) a combiné l'aile du monoplace, champion du monde, l'ASW 22, avec un fuselage dérivé du FS-31 le planeur de l'Akaflieg Stuttgart, qui a été conçu avec un fuselage générant peu de traînée. Le prototype se nommait l'AS 22-2. 
Avec le temps, l'envergure fut augmentée dans les dernières versions à 25,6 puis 26 mètres avec des winglets.
Une version turbo fut développée, le ASH 25E, suivie par une version à décollage autonome, le ASH 25Mi avec un moteur Wankel et une grande hélice rétractable.
En outre, Binder Flugmotorenbau GmbH  propose une version optimisée sous la désignation EB28. L'EB28 a une envergure de 28 mètres ce qui augmente la finesse à 65.

## Données techniques
| Type                               | ASH 25                 | ASH 25                            | ASH 25                            | ASH 25 Mi                | ASH 25 Mi                         | ASH 25 Mi                         |
| Catégorie                          | Classe open            | Classe open                       | Classe open                       | Classe open              | Classe open                       | Classe open                       |
| Nombre de places                   | 2                      | 2                                 | 2                                 | 2                        | 2                                 | 2                                 |
| Dimensions                         |                        |                                   |                                   |                          |                                   |                                   |
| Envergure                          | 25 m                   | 25,6 m avec winglets              | 26 m avec winglets                | 25 m                     | 25,6 m avec winglets              | 26 m avec winglets                |
| Longueur fuselage                  | 9 m                    | 9 m                               | 9 m                               | 9 m                      | 9 m                               | 9 m                               |
| Hauteur                            | 1,70 m                 | 1,70 m                            | 1,70 m                            | 1,70 m                   | 1,70 m                            | 1,70 m                            |
| Surface alaire                     | 16,31 m²               | 16,46 m²                          | 16,62 m²                          | 16,31 m²                 | 16,46 m²                          | 16,62 m²                          |
| Allongement                        | 38,32                  | 39,82                             | 40,67                             | 38,32                    | 39,82                             | 40,67                             |
| Profil d'aile                      | HQ 17                  | HQ 17 et DU 84-132/V3 au winglets | HQ 17 et DU 84-132/V3 au winglets | HQ 17                    | HQ 17 et DU 84-132/V3 au winglets | HQ 17 et DU 84-132/V3 au winglets |
| Masses et charge                   |                        |                                   |                                   |                          |                                   |                                   |
| Poids à vide                       | 470 kg                 | 478 kg                            | 484 kg                            | 580 kg                   | 588 kg                            | 594 kg                            |
| Poids maximal                      | 750 kg                 | 750 kg                            | 750 kg                            | 790 kg                   | 790 kg                            | 790 kg                            |
| Ballast                            | 120 ℓ                  | 120 ℓ                             | 120 ℓ                             | 120 ℓ                    | 120 ℓ                             | 120 ℓ                             |
| Charge alaire minimum (1 pilote)   | 34 kg/m²               | 34 kg/m²                          | 34 kg/m²                          | 40 kg/m²                 | 40 kg/m²                          | 40 kg/m²                          |
| Charge alaire maximale (2 pilotes) | 46 kg/m²               | 45,6 kg/m²                        | 45,1 kg/m²                        | 48,4 kg/m²               | 48 kg/m²                          | 47,5 kg/m²                        |
| Caractéristique de vol             |                        |                                   |                                   |                          |                                   |                                   |
| Vitesse de decrochage              | 75 km/h à 555 kg       | 75 km/h à 555 kg                  | 75 km/h à 555 kg                  | 81 km/h à 790 kg         | 81 km/h à 790 kg                  | 81 km/h à 790 kg                  |
| Vitesse maximale (VNE)             | 280 km/h               | 280 km/h                          | 280 km/h                          | 280 km/h                 | 280 km/h                          | 280 km/h                          |
| Taux de chute minimum              | 0,42 m/s avec 34 kg/m² | 0,42 m/s avec 34 kg/m²            | 0,42 m/s avec 34 kg/m²            | 0,49 m/s avec 48,4 kg/m² | 0,49 m/s avec 48,4 kg/m²          | 0,49 m/s avec 48,4 kg/m²          |
| Finesse maximale                   | 57 à 95 km/h           | 60                                | 62                                | 57 à 95 km/h             | 60                                | 62                                |
| Motorisation                       |                        |                                   |                                   |                          |                                   |                                   |
| Moteur                             | Pas de moteur          | Pas de moteur                     | Pas de moteur                     | Austro Engine IAE50R     | Austro Engine IAE50R              | Austro Engine IAE50R              |
| Type de moteur                     | Pas de moteur          | Pas de moteur                     | Pas de moteur                     | Wankel                   | Wankel                            | Wankel                            |
| Puissance moteur                   | Pas de moteur          | Pas de moteur                     | Pas de moteur                     | 56 ch à 7 750 tr/min     | 56 ch à 7 750 tr/min              | 56 ch à 7 750 tr/min              |

## Photos

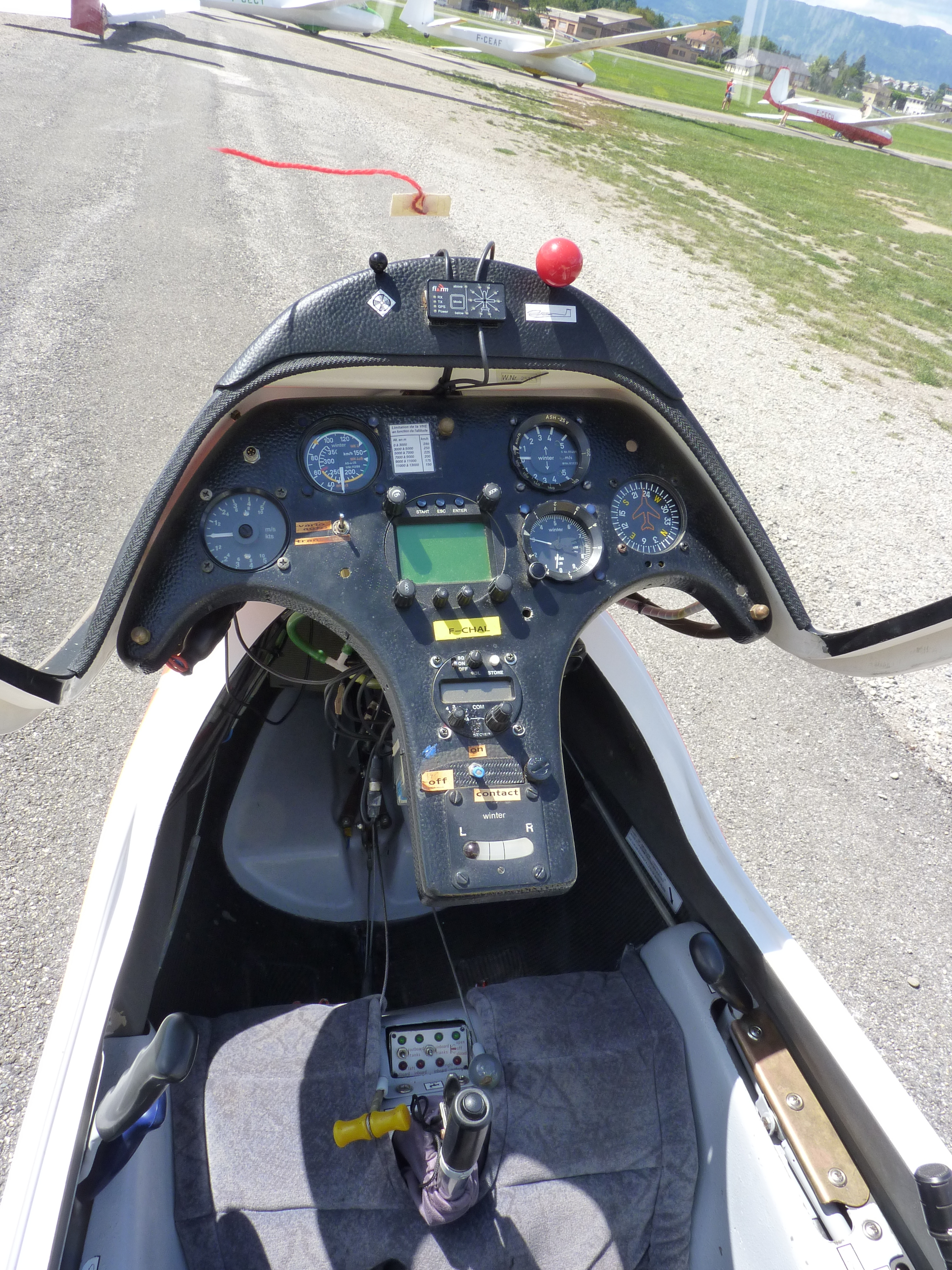
Cockpit avant
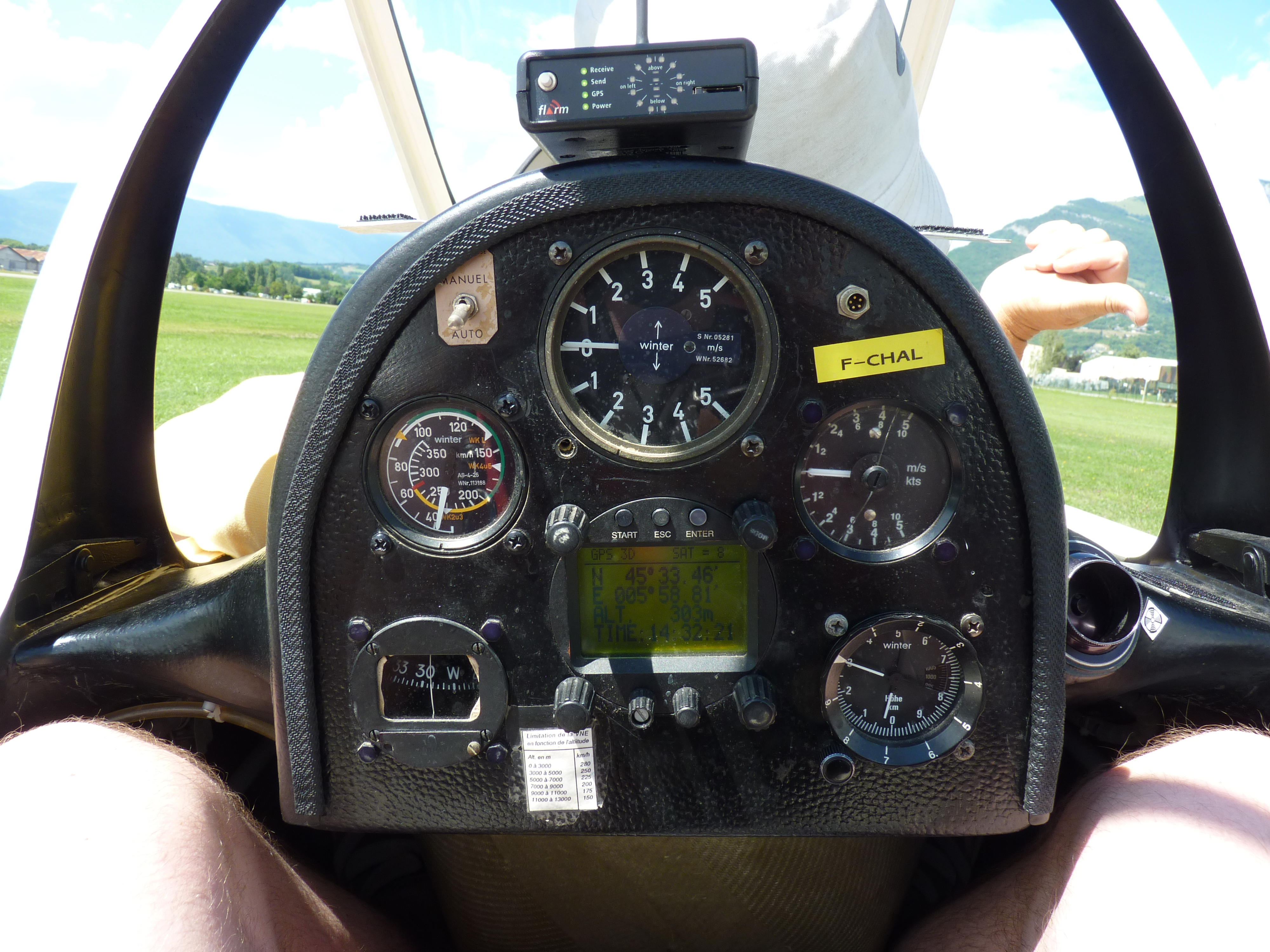
Cockpit arrière
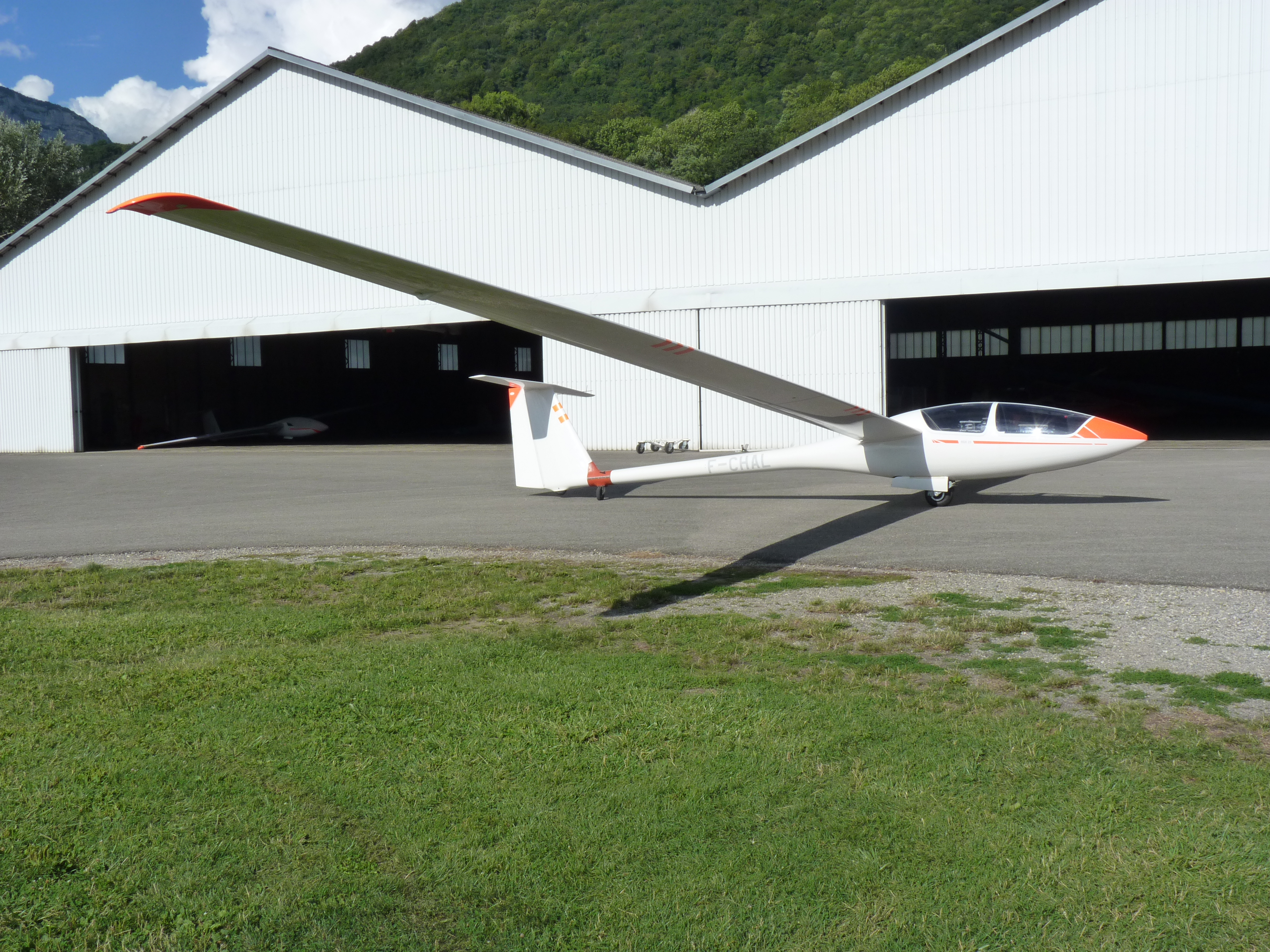

## Sources
- (de + en) Site Alexander Schleicher
- Sailplane Directory
- Johnson R, A Flight Test Evaluation of the ASH 25, Soaring, May 1988
- Binder Flugmotorenbau GmbH
- L'ASH 25 sur le site de Finesse Max
- L'ASH 25M sur le site de Finesse Max
- Simons M, Segelflugzeuge 1965-2000, Equip, 2004
- Thomas F, Fundamentals of Sailplane Design, College Park Press, 1999